# 包公湖
包公湖是开封市城内湖，位于古城墙内的西南角。形状呈西北-东南走向，像个斜躺的葫芦。包公祠、延庆观等景点位于湖泊周围。